# Heckler & Koch UCP
La UCP (Ultimate Combat Pistol) è una pistola semiautomatica prodotta dalla Heckler & Koch. Conosciuta anche come P46.

## Dettagli
La HK UCP è una pistola commissionata dalla Bundeswehr come completamento del progetto sulle armi da difesa personale iniziato con la personal Defense Weapon MP7. La P46 infatti utilizza lo stesso tipo di cartucce, il 4,6 × 30 mm.
Come la diretta concorrente FN Five-seveN (anche lei accoppiata ad un personal Defense Weapon, il P90), prodotta dalla Fabrique Nationale de Herstal, la UCP ha la capacità di penetrare un giubbotto antiproiettile.
L'aspetto esteriore della UCP è ricalcato sullo stile della P2000, con controllo ambidestro e slitta Picatinny per l'uso di accessori.
L'arma è rimasta sotto forma di progetto fino al 2006 ed in seguito è stata presa in carico in piccoli numeri dalla Bundeswehr per un periodo di prova.
Nel luglio del 2009 il presidente della sezione statunitense della HK, Wayne Webber, ha detto che la produzione di questa pistola è stata cancellata perché "la HK trova che non fornisce prestazioni balistiche adeguate per una pistola".